# Helen Bjørnøy
Helen Oddveig Bjørnøy (født i Ålesund, 18. februar 1954) er en norsk præst, forfatter og politiker fra Sosialistisk Venstreparti. Hun er tidligere miljøminister i Regeringen Jens Stoltenberg II
Bjørnøy har Examen artium fra Ålesund Gymnas (1973), cand.theol. fra Menighetsfakultetet 1980 og ble ordinert som præst i Den Norske Kirke 1981. Hun var kapellan ved Tromsø domkirke (1985–87) og præst ved Tangen kirke (Drammen) (1987–91). Hun var højskolelektor ved Lovisenberg diakonale høgskole (1991–99) og generalsekretær for Kirkens Bymisjon i Oslo (1999–2005). Hun var i 2004 kandidat til stillingen som biskop i Oslo bispedømme. Hun var næstformand for Nei til EU i 1994, og har været medlem af Pressens faglige utvalg.
Fra 14. april 2008 har hun været generalsekretær for Plan Norge.